# Anisodontea fruticosa
Anisodontea fruticosa là một loài thực vật có hoa trong họ Cẩm quỳ. Loài này được (P.J.Bergius) D.M.Bates mô tả khoa học đầu tiên năm 1969.